# Oscar Pfeiffer
Oscar Moritz Franz Natalis Pfeiffer (* 24. Oktober 1824 in Mariahilf; † 4. August 1906 in Belgrano) war ein österreichisch-argentinischer Pianist und Komponist. Er war außerdem Herausgeber der zweibändigen Tagebücher Die Reise nach Madagascar seiner Mutter Ida Pfeiffer.

## Leben
Pfeiffer wurde als Sohn der Weltreisenden Ida Pfeiffer und des Advokaten Mark Anton Pfeiffer (1773–1845) im Wiener Vorort Mariahilf geboren. Die Quellen zu seinem Geburtsjahr schwanken zwischen 1822 und 1828, als Geburtsort wird zum Teil auch Lemberg oder Montevideo angenommen.
Als Pianist wurde er von Anton Halm ausgebildet und soll erstmals 1844 in Wien öffentlich aufgetreten sein. Er unternahm ausgedehnte Konzertreisen durch Europa und ab den 1850er Jahren auch durch Nord- und Südamerika. Ab 1858 trat er in südamerikanischen Städten wie Rio de Janeiro und Montevideo auf, schließlich ließ er sich im Buenos Aires nieder. Dort unterrichtete er Klavier und Komposition, trat aber weiterhin als Konzertkünstler auf.
Pfeiffer komponierte hauptsächlich für Klavier, wobei er neben eigenen Stücken auch Arrangements und Konzertparaphrasen zu populären Opern seiner Zeit einrichtete.